# RV Возничего
RV Возничего (лат. RV Aurigae), HD 46321 — одиночная переменная звезда в созвездии Возничего на расстоянии приблизительно 4335 световых лет (около 1329 парсеков) от Солнца. Видимая звёздная величина звезды — от +13,1m до +11,8m.

## Характеристики
RV Возничего — красный гигант, углеродная пульсирующая полуправильная переменная звезда типа SRB (SRB) спектрального класса C4,5 или C5,3. Радиус — около 127,22 солнечного, светимость — около 2419,21 солнечных. Эффективная температура — около 3589 К.